# Queratocono
El queratocono es una patología degenerativa de la córnea (la parte transparente de la cara anterior del ojo) no inflamatoria, caracterizada por una alteración en su forma, que se hace irregular, como consecuencia de la alteración de uno de sus principales componentes: una proteína denominada colágeno.
En griego queratocono significa (“córnea” y “cono"), nombre que se utiliza dada la forma característica de cono que acabará presentando la córnea en esta enfermedad.

## Historia

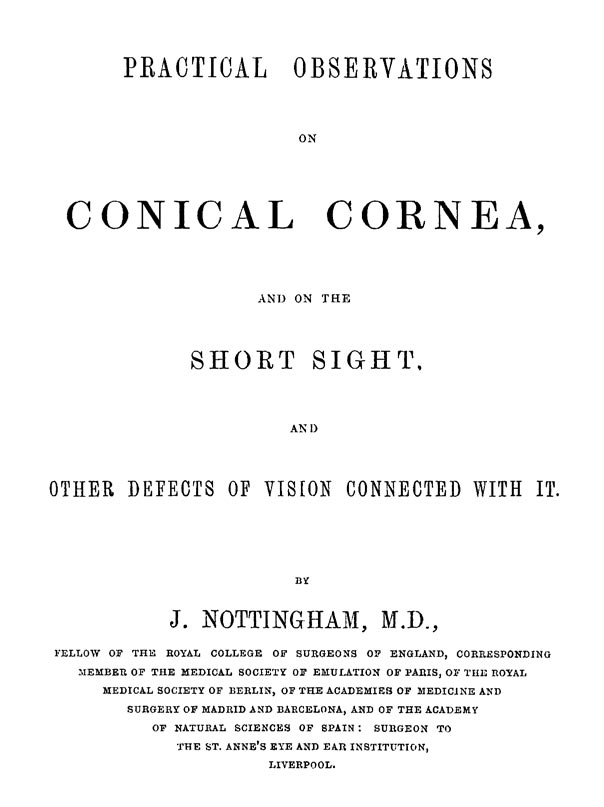
Practical observations on conical cornea: el trabajo pionero de Nottingham (1854).

En una disertación doctoral de 1748, un oftalmólogo alemán llamado Burchard Mauchart realizó una descripción temprana de un caso de queratocono, al que denominó staphyloma diaphanum.
Sin embargo, no fue hasta 1854 cuando el médico británico John Nottingham describió con claridad este fenómeno y lo distinguió de otras estasis de la córnea. Nottingham reportó los casos de "córnea cónica" que había observado, y describió varias de las características clásicas de la enfermedad, incluyendo poliopía, debilidad de la córnea y dificultad para encontrar lentes correctivas apropiadas para el paciente.
En 1859 el cirujano británico William Bowman usó un oftalmoscopio (recientemente inventado por el médico y físico alemán Hermann von Helmholtz) para diagnosticar el queratocono y describió cómo graduar el ángulo en el espejo del instrumento para ver de la mejor manera la forma cónica de la córnea.
Bowman también intentó restaurar la visión tirando del iris con un fino gancho insertado a través de la córnea y estirando la pupila en una hendidura estenopeica vertical.

## Epidemiología y etiología
Se trata de una patología poco frecuente que afecta, según distintas series, entre 1/2000 - 1/450 personas, sin diferencias entre hombres y mujeres. La causa de esta patología todavía no está completamente determinada, pero se han establecido distintos factores de riesgo. Mientras algunos expertos lo consideran hereditario, otros aseguran que no se trata de una enfermedad hereditaria; estos indican que la probabilidad de queratocono en consanguinidad es de 1 a 10. Entre los factores de riesgo más bien establecidos encontramos la historia familiar, la etnia (mayor frecuencia en asiáticos y arábicos), factores mecánicos, fundamentalmente el hábito de rascarse el ojo (los pacientes deben ser advertidos sobre este riesgo y preferentemente usar colirios para evitar la sensación de hormigueo en los ojos) y la hiperlaxitud palpebral, el uso de lentes de contacto inapropiadas, la alergia ocular, la atopia y enfermedades sistémicas, como ciertas patologías del tejido conjuntivo (síndrome de Marfan, síndrome de Ehlers-Danlos, síndrome de Down, neurofibromatosis, prolapso de la válvula mitral, etc.), la amaurosis congénita de Leber y la dermatitis atópica.

## Sintomatología

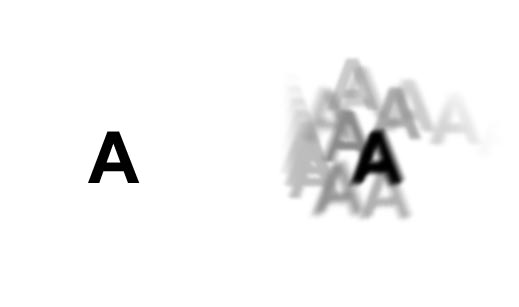
Una simulación de la diplopía en una persona con queratocono.

Es típico que los pacientes con queratocono no consigan corregir su miopía o hipermetropia adecuadamente con el cambio de graduación de sus gafas o lentes de contacto. En la mayoría de los casos, las personas con queratocono temprano presentan visión ligeramente borrosa y consultan al médico en busca de lentes correctivas para leer o conducir.
Este defecto visual se puede acompañar de picor de ojos y alergias muy frecuentes, visión nocturna más pobre, fotofobia (hipersensibilidad a la luz), deslumbramiento y halos alrededor de las luces.
La visión borrosa y distorsión de las imágenes son los primeros síntomas que aparecen normalmente al final de la primera década y a principios de la segunda. Es importante tener en cuenta que se trata de una enfermedad frecuentemente de afectación bilateral (aunque no afecta a los dos ojos al mismo tiempo ni por igual) y que progresa lentamente - en algunos casos más rápidamente - durante unos 10 o 20 años. La córnea se va adelgazando y deformando ocasionando un astigmatismo cada vez más elevado que no puede ser tratado mediante gafas o lentes de contacto. Esta circunstancia es uno de los puntos clave para sospechar un queratocono incipiente.
Por lo que hace referencia a las enfermedades sistémicas que se relacionan con esta patología, en muchos de los casos éstas ya han sido diagnosticadas con anterioridad. Sin embargo, en caso contrario, es necesario el screening proactivo por parte del oftalmólogo con la finalidad de descartar datos que orienten a su presencia y derivando, en caso de su sospecha, al paciente a otros especialistas.

## Diagnóstico
La sospecha diagnóstica es clínica, cuando un paciente joven presenta astigmatismo, acompañado o no de miopía, que aumenta progresivamente y su agudeza visual con gafas o lentes de contacto está limitada. A partir de aquí se van a realizar diferentes pruebas complementarias para confirmar este diagnóstico, siendo las más importantes la exploración con la lámpara de hendidura y la topografía corneal. Otras pruebas menos utilizadas pero que también podrían aportar información son la queratometría y la retinoscopia.

## Tratamiento

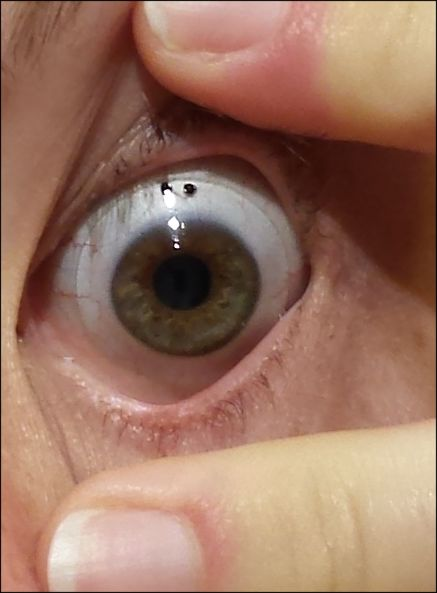
Un lente escleral.

### Gafas y lentes de contacto
El tratamiento en las fases iniciales del queratocono consiste en la corrección óptica del astigmatismo mediante gafas o lentes de contacto para mejorar la agudeza visual del paciente. El tipo de lentes de contacto prescritas depende del estado del queratocono. Así, las lentes blandas, tóricas blandas o personalizadas podrían ser adecuadas en las fases iniciales de la enfermedad para corregir la miopía y cierto grado de astigmatismo. A medida que progresa la enfermedad, las lentes RGP (rigid gas permeable) o diversos tipos de lentes especializadas, como las lentes híbridas, piggyback o esclerales, pueden ser requeridas. 
En los casos estables, si la función visual con gafas o lentes de contacto es satisfactoria, no existe necesidad de intervención quirúrgica, por lo que se debería aconsejar a los pacientes que evitaran frotarse los ojos y se les pueden prescribir agentes antihistamínicos tópicos, además de realizar seguimiento oftalmológico, incluyendo topografías corneales cada 6 meses, especialmente en pacientes jóvenes cuya enfermedad se caracteriza por su rápida progresión.

### Segmentos corneales intraestromales
Cuando las lentes de contacto no se toleran o no proporcionan suficiente agudeza visual, pueden implantarse anillos o segmentos corneales intraestromales (en EE. UU., Intacs; en Brasil, anillos de Ferrara o Keraring, en Argentina INTRASEG), para regularizar y estabilizar la curvatura corneal, permitiendo la corrección óptica. Los anillos intraestromales son segmentos semicirculares de material sintético que se implantan en el margen externo de la córnea mediante láser u otras técnicas, cuya función es remodelar la deformidad corneal y corregir el astigmatismo irregular en el queratocono. La implantación de estos anillos detiene la progresión del queratocono, ya que están diseñados para mejorar la óptica corneal y los defectos de refracción, como el astigmatismo. Existen escasos riesgos conocidos en este tipo de intervención puesto que los anillos son totalmente biocompatibles y pueden ser retirados fácilmente en caso de que surja alguna complicación, devolviendo a la córnea su forma original.

### Crosslinking
Recientemente se ha comenzado a utilizar la técnica de crosslinking, que consiste en aplicar una sustancia fotosensibilizante, riboflavina (vitamina B2), eliminando previamente el epitelio central de la córnea para que la vitamina penetre adecuadamente al interior, y posterior exposición de luz ultravioleta de baja potencia sobre la córnea del paciente,  con la finalidad de reforzar los enlaces y estructura de las fibras corneales, mejorando la visión y previniendo la necesidad de un futuro trasplante corneal, técnica aplicable en cualquier estado, excepto en patología muy severa. El resultado de esta técnica es la reducción o detención de la progresión del queratocono y de las distorsiones visuales, por lo que estará especialmente indicado en aquellos pacientes recientemente diagnosticados o aquellos en los que todavía está progresando la enfermedad. El crosslinking puede combinarse con la implantación de segmentos corneales intraestromales o la queratectomia fotorefractiva (PRK), cuya combinación permite, no solo detener la progresión de la enfermedad, sino también mejorar la función visual e impedir o retrasar el trasplante de córnea.

### Trasplante corneal
Cuando la visión se reduce y no mejora con gafas o lentes de contacto es necesario recurrir al trasplante corneal o queratoplastia. Aproximadamente, el 20% de los pacientes con queratocono van a requerir una intervención de queratoplastia para rehabilitar su función visual. Existen dos tipos principales de queratoplastia; en los casos avanzados de queratocono, se prefiere realizar una queratoplastia lamelar anterior profunda con preservación endotelial en vez de una queratoplastia penetrante, dadas las ventajas que presenta la primera, ya que se trata de un procedimiento extraocular, en la que se pueden utilizar corticoides tópicos durante un período breve de tiempo para reducir el riesgo de catarata e hipertensión ocular, no existe riesgo de rechazo endotelial, por lo que aumenta la supervivencia del injerto y, por lo tanto, el seguimiento es más sencillo. No obstante, esta técnica presenta ciertas limitaciones, así como experiencia en la técnica quirúrgica, limitaciones en las córneas que presentan cicatrices, neovascularización o hydrops agudo previo, parámetros que deberán considerarse antes de seleccionar el procedimiento quirúrgico óptimo. La eficacia de esta cirugía es elevada, pero no está exenta de riesgos, especialmente los que se relacionan con el rechazo inmunitario del injerto donante. Después del trasplante, las irregularidades de la superficie corneal se reducen pero probablemente una corrección visual con lentes de contacto será necesaria. En un pequeño porcentaje de casos, el trasplante puede ser rechazado, por lo que se tendrá que repetir la cirugía.

### Otros tratamientos
Si existen otras causas de pérdida de visión en pacientes de edad avanzada con queratocono, así como cataratas, la facoemulsificación con implantación de una lente intraocular tórica es una opción, pero solo debería considerarse cuando existe un astigmatismo irregular mínimo.   
Aunque generalmente se considera que el queratocono no es una patología inflamatoria, recientes evidencias sugieren que podría existir cierto componente inflamatorio, por lo que junto a los fármacos tópicos, estabilizadores de mastocitos, antihistamínicos y lubricantes se podrían añadir, en el futuro, fármacos inmunosupresores como la ciclosporina tópica.
Hipotéticamente, en las fases iniciales de la enfermedad, la implantación de queratocitos progenitores de córneas de donantes mediante la inyección o a través de la generación de canales con láser en las córneas queratocónicas podría permitir la repoblación de la córnea con células sanas, evitando el trasplante corneal.
Otra opción está representada por la mini queratotomia radial asimétrica (Mini Asymmetric Radial Keratotomy - MARK), técnica quirúrgica incisional ideada por el médico italiano Marco Abbondanza, capaz de corregir el astigmatismo y curar el queratocono estadio I y II, evitando el trasplante de córnea. La MARK. puede ser utilizada en combinación con el crosslinking.